# Sieczychy
Sieczychy – wieś w Polsce, położona w województwie mazowieckim, w powiecie wyszkowskim, w gminie Długosiodło. Ma status sołectwa. Leży na skraju Puszczy Białej. Miejscowość zajmuje podnóże skarpy doliny rzeki Narwi, od której odgradza ją rozległe bagno Pulwy. Wyjątkiem jest położone na skarpie Zagórze. 

## Integralne części wsi
| SIMC    | Nazwa   | Rodzaj    |
| ------- | ------- | --------- |
| 0509784 | Bagno   | część wsi |
| 0509790 | Zagórze | część wsi |
| 0509809 | Zdrój   | część wsi |

## Historia

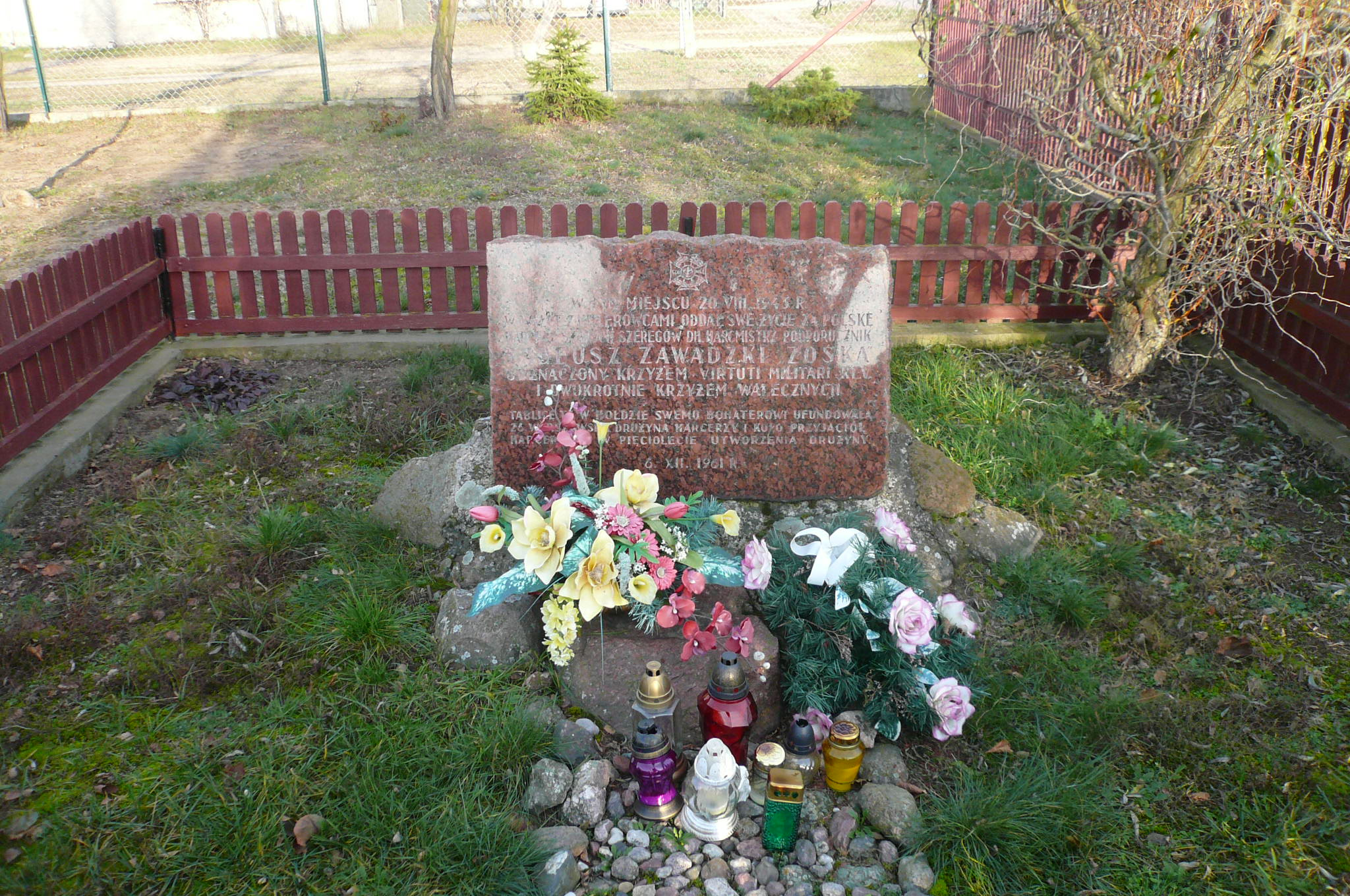
Tablica upamiętniająca śmierć „Zośki”

W 1827 wieś należała do parafii Długosiodło. Istniało tu 16 domostw, w których mieszkało 114 osób. Około 1889 we wsi był wiatrak, mieszkało tu 505 osób w 69 domach.

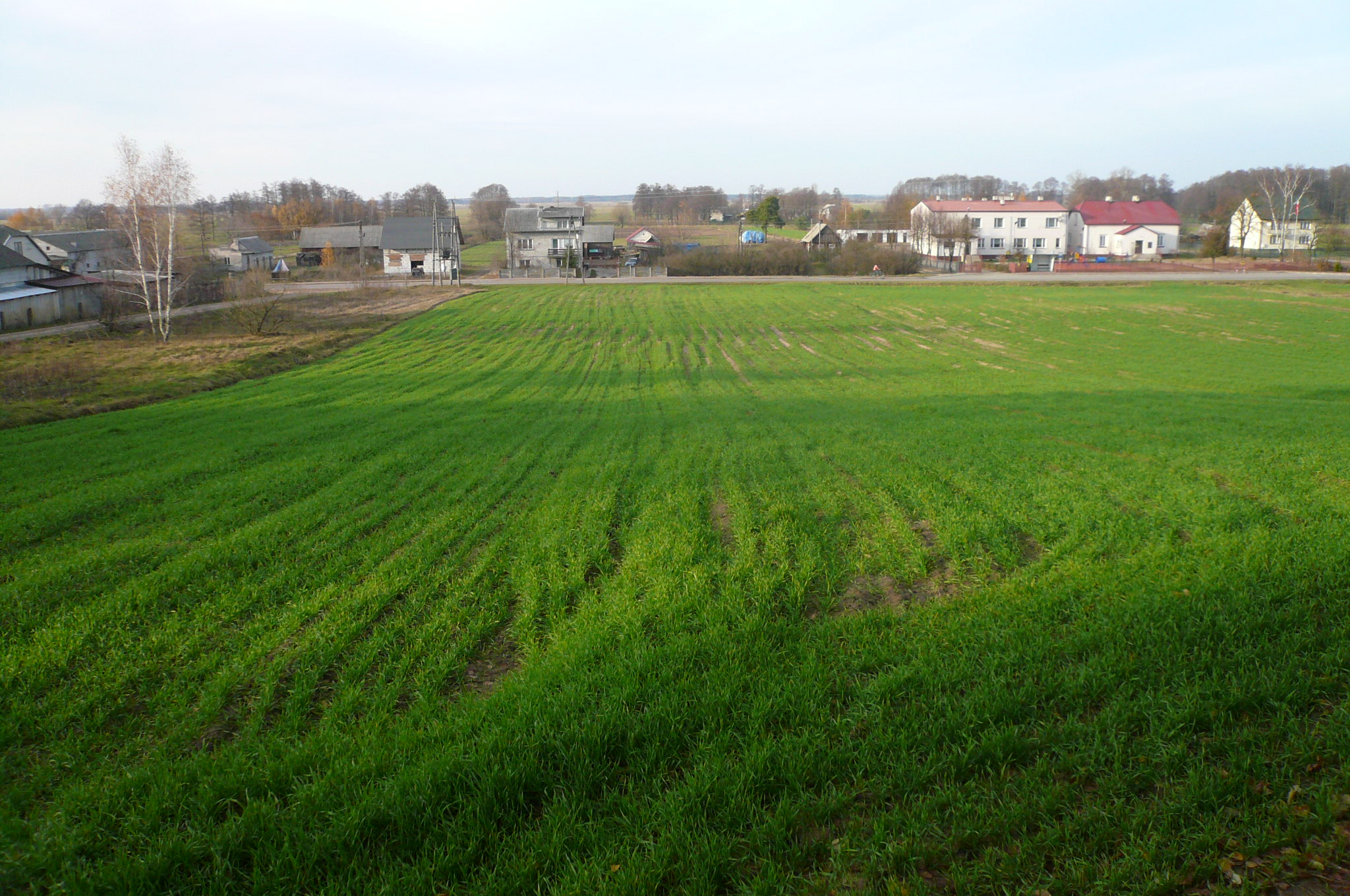
Miejsce akcji (widok z 2012 r.)

W latach 1921–1931 wieś leżała w województwie białostockim, w powiecie ostrowskim, w gminie Długosiodło. Według Powszechnego Spisu Ludności z 1921 roku wieś zamieszkiwało 466 osób, 427 było wyznania rzymskokatolickiego, 1 prawosławnego, a 38 mojżeszowego. Jednocześnie 436 mieszkańców zadeklarowało polską przynależność narodową, a 30 żydowską. Było tu 85 budynków mieszkalnych. Miejscowość należała do parafii rzymskokatolickiej w Porządziu. Podlegała pod Sąd Grodzki w Ostrowi Mazowieckiej i Okręgowy w Łomży; właściwy urząd pocztowy mieścił się w Długosiodle.
W 1925 powstała Powszechna Szkoła w Sieczychach. Funkcjonowała w wynajętych od chłopów pomieszczeniach. Parterowy drewniany budynek szkolny ukończono w 1932, poświęcenia dokonał ks. Jan Trzaskoma. W 1982 otwarto murowany budynek szkolny zbudowany staraniem mieszkańców. W 2003 szkole nadano imię Tadeusza Zawadzkiego „Zośki”.
W wyniku agresji III Rzeszy na Polskę we wrześniu 1939 wieś znalazła się pod okupacją niemiecką i przez cały okres jej trwania wchodziła w skład Landkreis Ostenburg Regierungsbezirk Zichenau (rejencja ciechanowska).
W nocy z 20 na 21 sierpnia 1943, w czasie dowodzonego przez Andrzeja Romockiego „Andrzeja Morro” ataku w ramach akcji „Taśma” na niemiecką strażnicę graniczną w Sieczychach, zginął harcmistrz Tadeusz Zawadzki „Zośka”, bohater książki Aleksandra Kamińskiego pt. Kamienie na szaniec. W akcji wzięli udział harcerze z Grup Szturmowych z Warszawy i Wyszkowa oraz Bojowych Szkół z Wyszkowa przy wsparciu miejscowej placówki Armii Krajowej. Koncentracja bojowców miała miejsce w lesie koło jednej z gajówek Nadleśnictwa Wyszków, po czym nocą przemaszerowano do Sieczych. Na samą strażnicę uderzono z czterech stron równocześnie, zarazem szturmując budynek szkoły, gdzie nocowała część załogi. „Zośka” był jedynym poległym ze strony polskiej w czasie walki. Ponadto w jej trakcie oraz przed nią łącznie 3 osoby zostały lekko ranne. Strażnica została zdobyta i zniszczona, licząca prawdopodobnie ok. 10 ludzi załoga zginęła lub ratowała się ucieczką z wyjątkiem zastępcy dowódcy nazwiskiem Adolf Królczyk, który dostał się w ręce polskich żołnierzy i darowano mu życie. Uratował on następnie wieś przed pacyfikacją. Odsiecz z sąsiedniej strażnicy w Porządziu wpadła w zasadzkę miejscowego oddziału Armii Krajowej i po stracie kilku zabitych oraz rannych wycofała się. Niemcy aresztowali jednak później trzech miejscowych chłopów, którzy udzielili dywersantom podwód, a następnie, mimo ostrzeżenia, zbyt wcześnie wrócili do domów, oraz krewnego dwóch z nich. Wszyscy czterej zostali zamordowani.
W latach 1975–1998 miejscowość administracyjnie należała do województwa ostrołęckiego.
Wierni kościoła rzymskokatolickiego należą do parafii św. Teresy od Dzieciątka Jezus w Porządziu.
W 1998 mieszkało tu 462 osoby, w 2002 – 449 osób, w 2009 – 426 osób, zaś według spisu powszechnego z 2011 – 416 osób. Z kolei według spisu powszechnego z 2021 żyło tu 391 osób.

## Zabytki
Dawniej wieś była ośrodkiem folkloru Kurpiów Białych. Z Sieczych pochodzili najlepsi cieśle w regionie. Ich dziełem jest wyjątkowo cenny zespół domów drewnianych. Wyróżnia je oryginalność i pomysłowość dekoracji oraz częste występowanie detalu o charakterze religijnym.

## Galeria

Relikty sztuki ciesielskiej
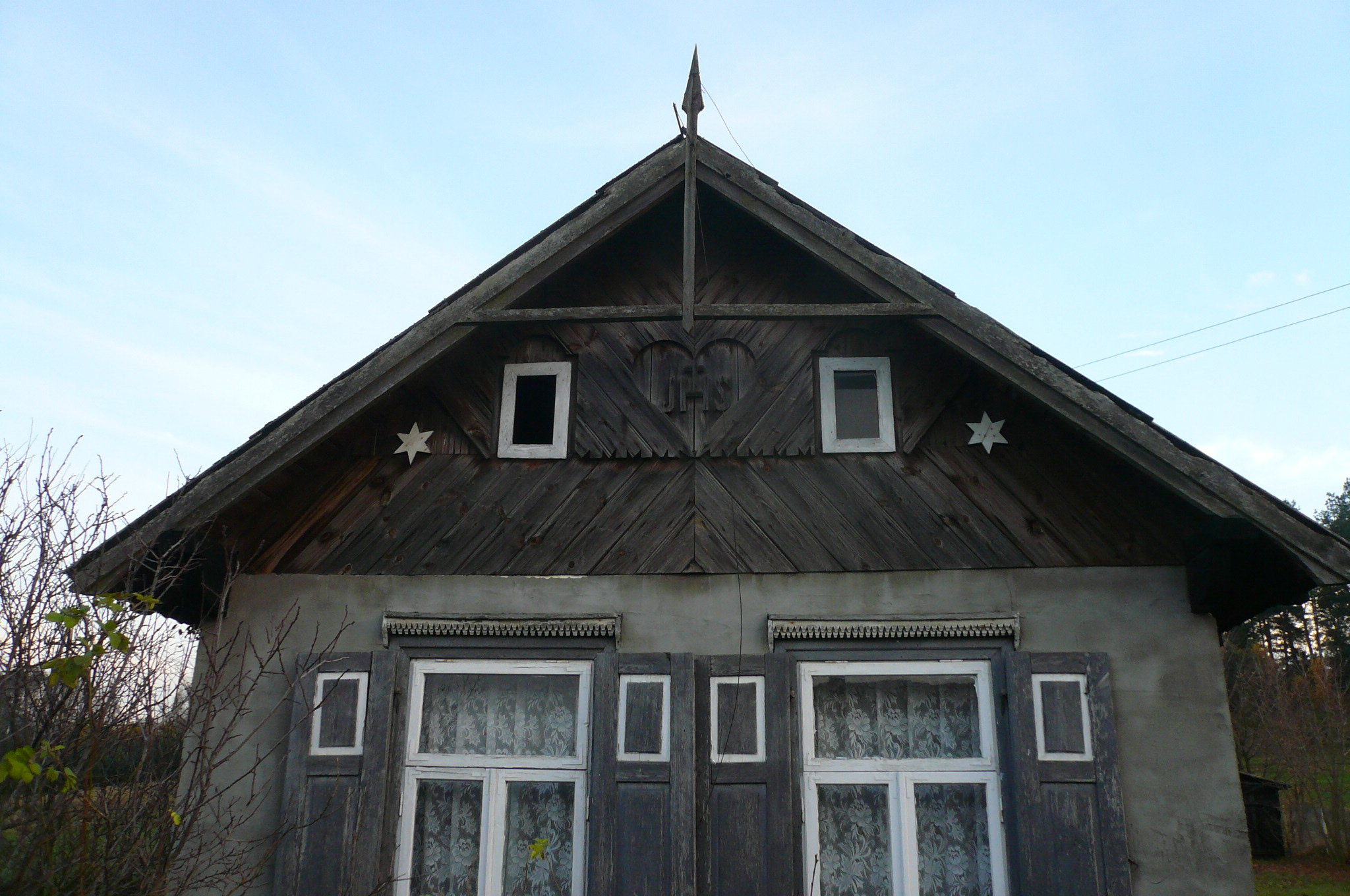
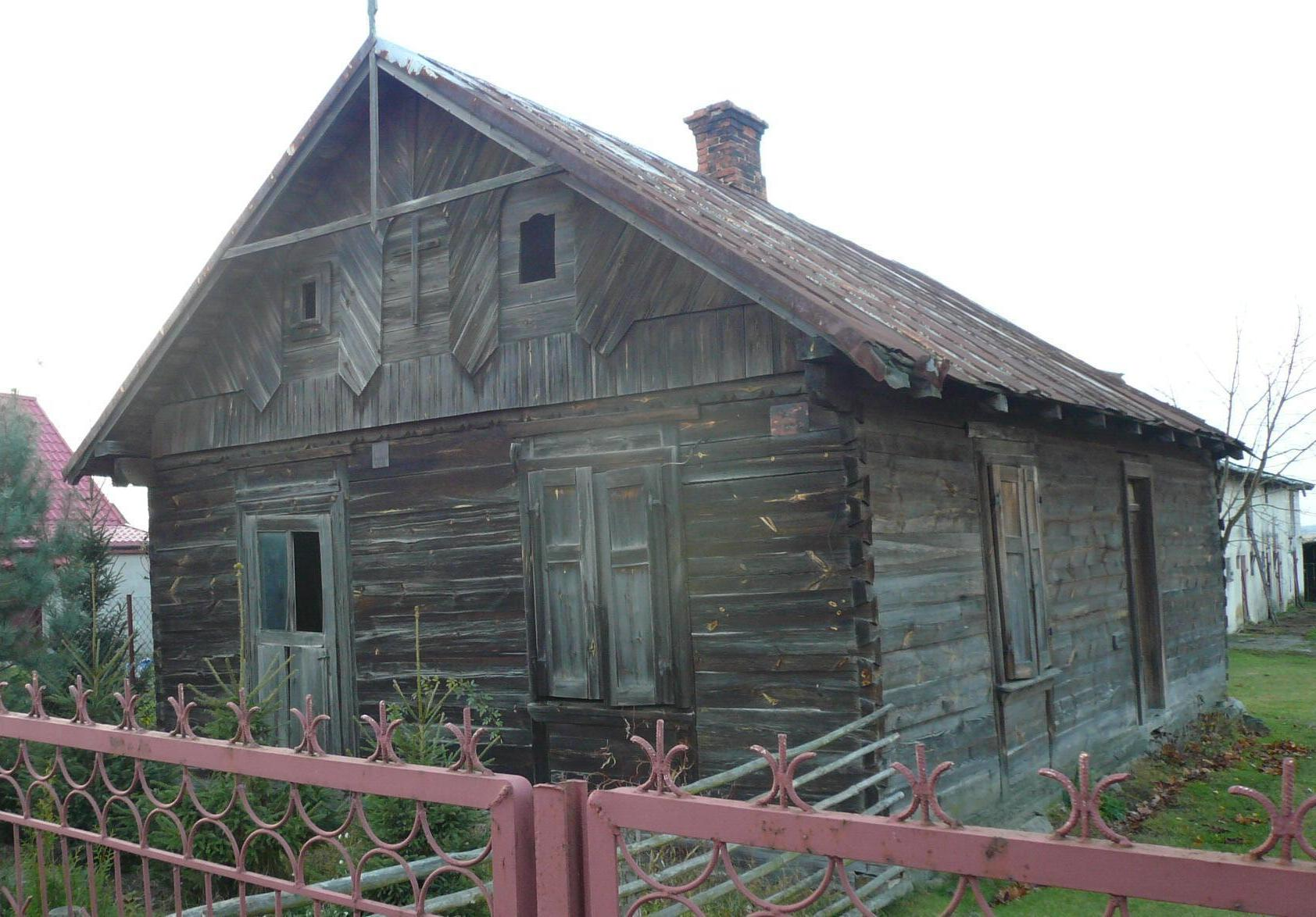
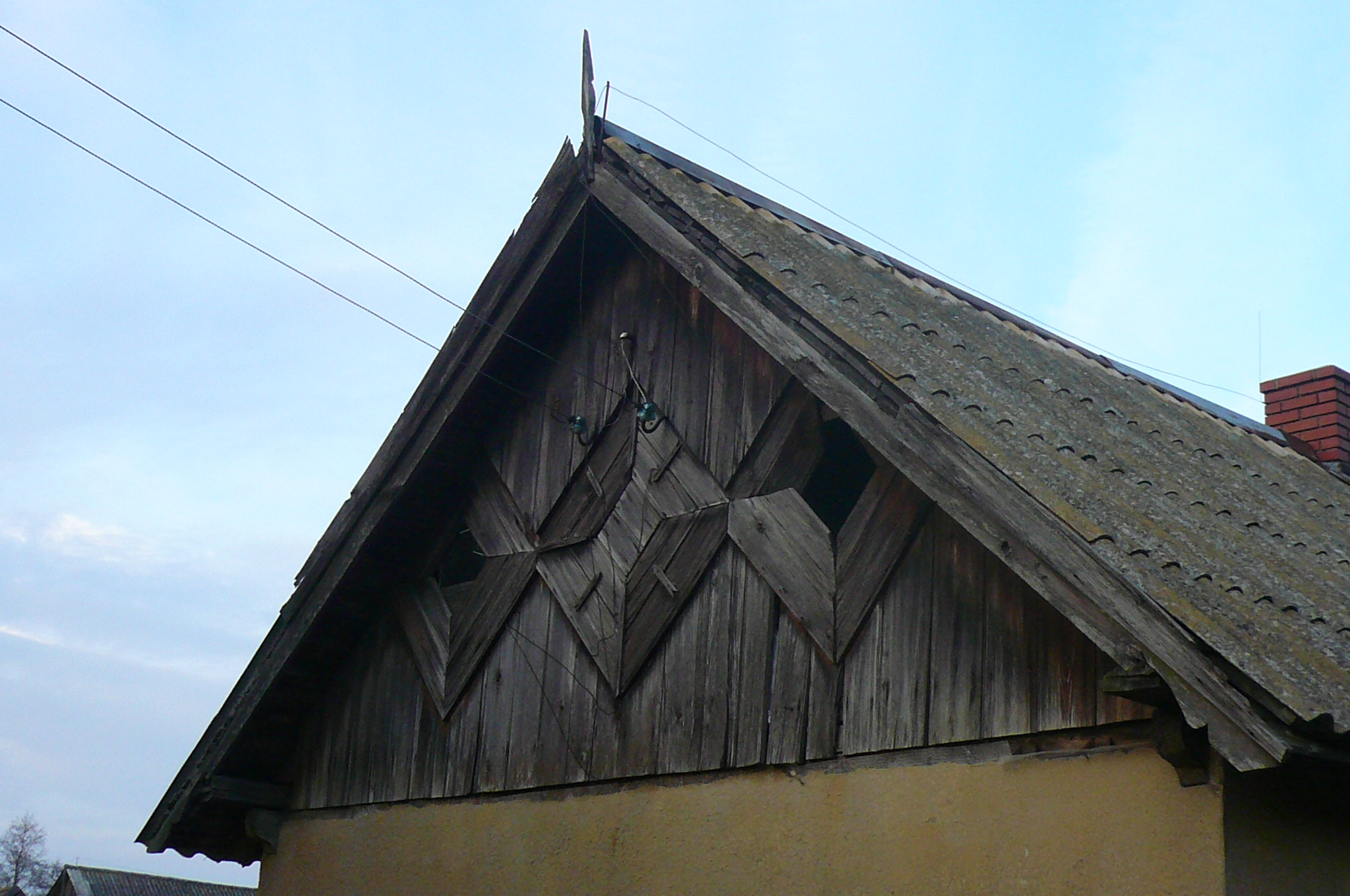
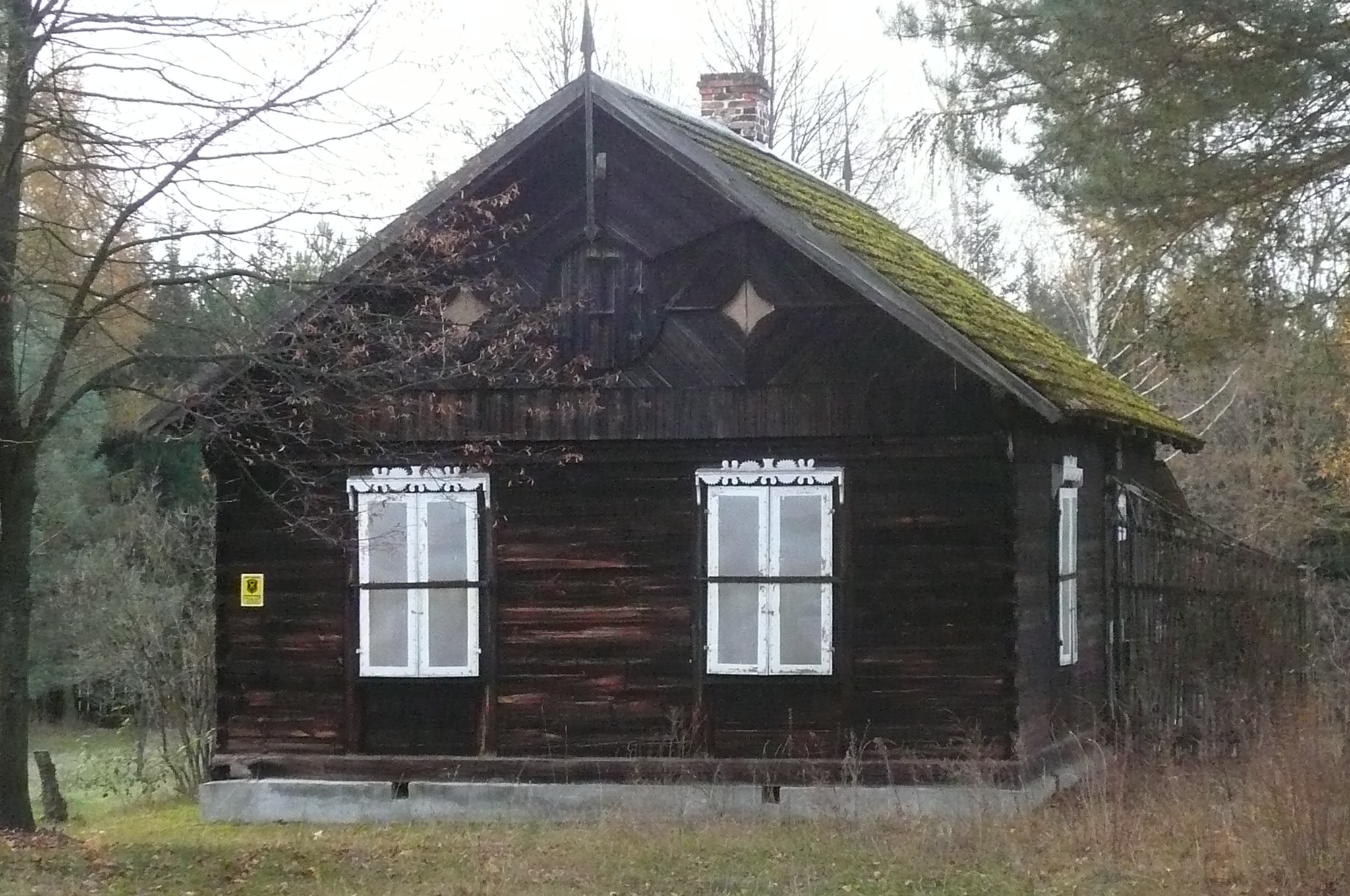
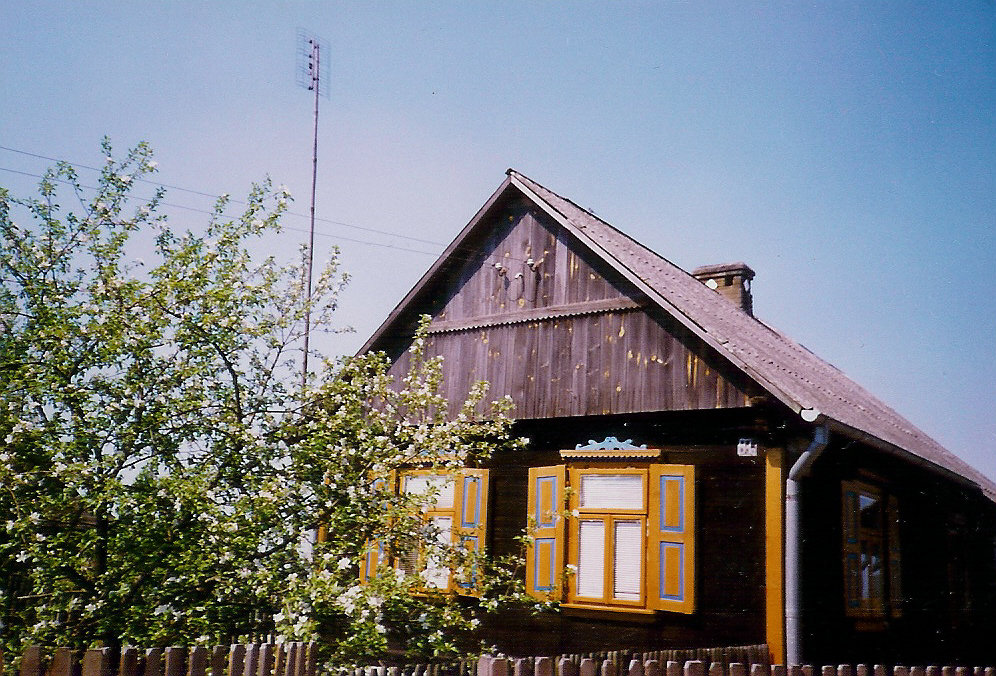
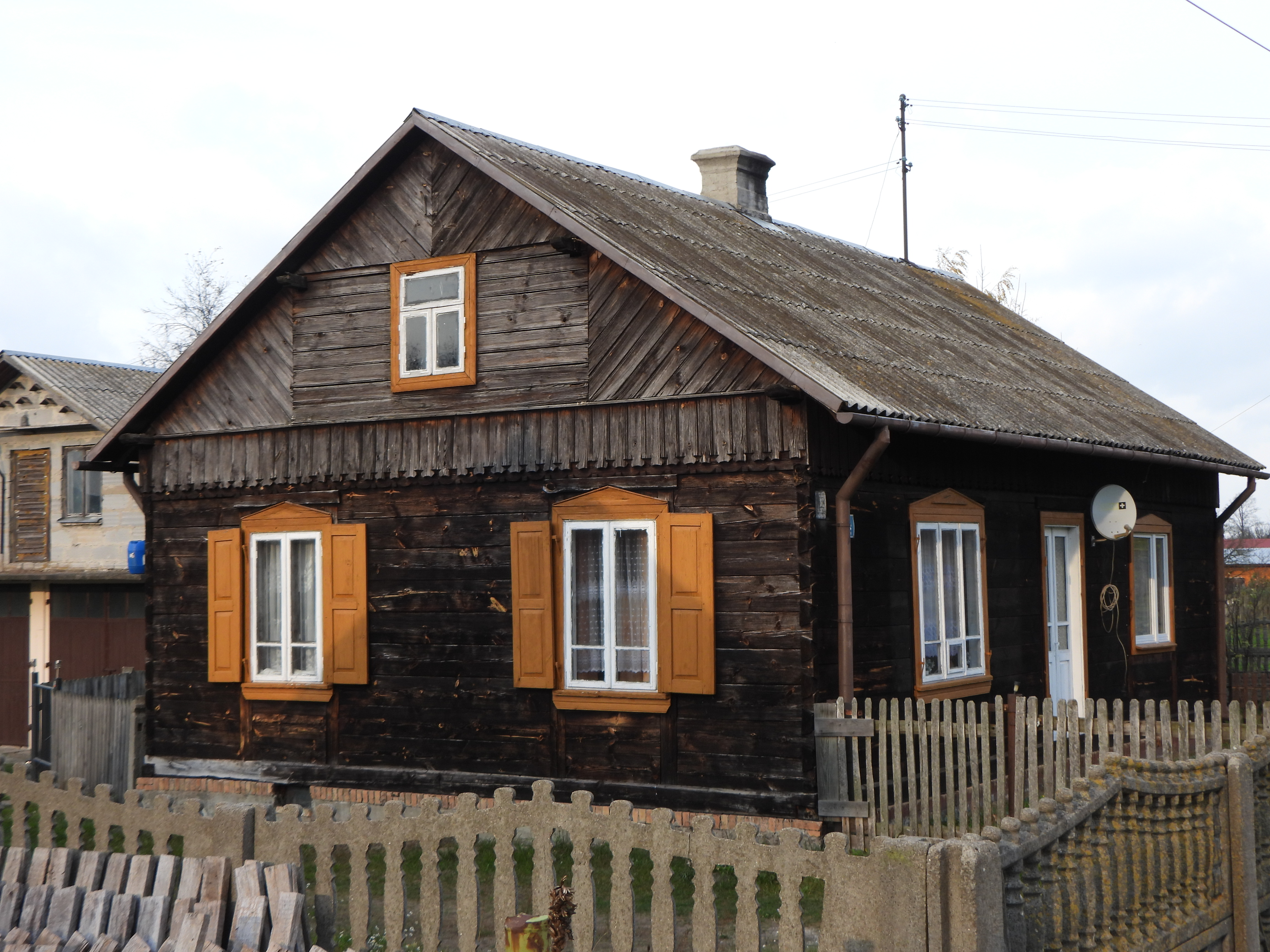